# Nick Rimando
Nicholas Paul "Nick" Rimando, född 17 juni 1979 i Montclair, Kalifornien, är en amerikansk före detta fotbollsspelare som under stor del av sin karriär representerade Real Salt Lake i Major League Soccer. 
Rimandos far är av filippinsk härkomst och hans mor är av mexikansk härkomst. Han spelade mellan 2002 och 2018, 22 landskamper för USA:s landslag.